# 圣富瓦莱里昂
圣富瓦莱里昂（法語：Sainte-Foy-lès-Lyon，法語發音：[sɛ̃t fwa lɛ ljɔ̃] ⓘ，意为“里昂附近的圣富瓦”）是法国里昂大都会的一个市镇，属于里昂区。

## 地理
圣富瓦莱里昂（45°44'1"N, 4°48'9"E）面积6.83 平方千米，位于法国奥弗涅-罗讷-阿尔卑斯大区里昂大都会，后者为法国的一个特殊地位集体，自2015年脱离罗讷省成立，位于法国中东部，中心城市为里昂。
与圣富瓦莱里昂接壤的市镇（或旧市镇、城区）包括：沙波诺、弗朗什维尔、里昂、拉米拉蒂耶尔、乌兰-皮埃尔贝尼特。
圣富瓦莱里昂的时区为UTC+01:00、UTC+02:00（夏令时）。

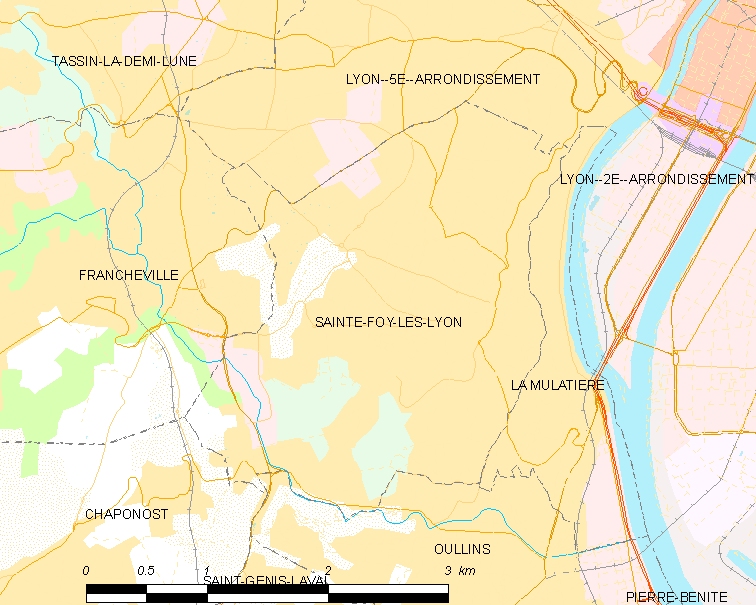
圣富瓦莱里昂的OSM定位图

## 行政
圣富瓦莱里昂的邮政编码为69110，INSEE市镇编码为69202。

## 政治
圣富瓦莱里昂的现任市长为韦罗妮克·萨尔塞利（Véronique Sarselli）女士，任期为2020-2026年。

## 人口

1962-2008年间圣富瓦莱里昂人口变化图示

圣富瓦莱里昂于2022年1月1日时的人口数量为21893人。